# Propil S-2-di-isopropilaminoetilmetilfosfonotiolato
V1, EA-1763, O-PPVX, ou propil S-2-di-isopropilaminoetilmetilfosfonotiolato, é um organofosforado neurotóxico de grau militar formulado em C12H28NO2PS, as propriedades de V1 são bem intimas a de VX e ao seu variante mais conhecida, Idimp (V2). É um liquido levemente mais oleoso que VX, incolor, inodoro e sem gosto na sua forma pura, então na sua forma levemente impura, ou não destilada, possui uma característica liquido viscoso de cor âmbar dando-lhe um aspecto muito similar a óleo de motor, a forma impura varia diversos tons de âmbar, de um liquido viscoso de cor amarelo pálido transparente para um liquido pastoso de coloração âmbar suja semitransparente e turva, o cheiro varia de um similar a óleo de motor para um cheiro ofensivo de peixe podre, muito similar aos agentes malodorantes, agentes V em estoque são líquidos incolores e sem cheiro, agentes V degradados em prateleira possuem aspecto de liquido oleoso sujo com cheiro de compostos de organosulfurados e organoaminos.
V1 possui um ponto de ebulição calculado em 328 graus Celsius, possui um provavel ponto de fusão a baixo do ponto de fusão de VX, <-40 graus Celsius. O ponto de ebulição de V1 nas CNTP's o decompõe, sendo então destilado em vácuo de 8 mmHg a 138 graus Celsius. A solubilidade especulada de V1 em água é de 4 vezes menor em comparação com VX, possuindo uma solubilidade de 0,7 ml para cada 100 ml de água em temperatura ambiente e condições normais de pH, é bastante solúvel em água em baixas temperaturas. V1 possui alta solubilidade em solventes orgânicos, assim como em gorduras, óleos, lipídios, ácidos graxos e etc. A estabilidade de V1 é consideravelmente maior que de VX em qualquer dos ambientes, assim como VX, V1 persiste em água por vários meses, tendo maior estabilidade a hidrólise. É especulado uma pressão de vapor pelo menos 3 vezes menor que VX. Pequenos dropes de V1 em água tendem a persistir de 2 a 4 meses em condições normais. A persistência de V1 a 150 graus Celsius provavelmente passa dos 4 dias.
Locais contaminados com V1 ficam inabitáveis por longos períodos. A estabilidade de V1 em ambientes frios faz persistir em ambiente para 4 meses ou mais. Ambientes contaminados por V1 se tornam inabitáveis por no mínimo 2 meses, podendo alcançar os 6 meses. Locais contaminados com V1 podem contaminar e matar soldados relativamente rápido até 3 meses, ambientes contaminados por V1 se tornam relativamente seguros após 6 meses ou 1 ano, porém, um produto de hidrólise tóxico, simialar ao EA-2192 necessita descontaminação especializada, pois continua ativo após 6 meses. V1 é disseminado por meios comuns, minas, munições químicas, explosivos, sprays, aviões, pulverizadores, por misseis e foguetes, granadas pirotécnicas, granadas térmicas, propelentes , aerossóis, nebulizadores, umidificadores, tuneis de tubulações , locais fechados, complexos fechados,  atomizadores e outros.
V1 é um agente nervoso com velocidade de ação rápida, produzindo casualidades minutos ou horas após sua disseminação. Toxicidade:  A dose letal mediana  via s.c em coelhos é similar a de VX  (0,0154 mg/kg).  A dose letal mediana para adultos por inalação é similar a de VX (0,009 mg/kg),  uma dose de 750 microgramas para 1100 microgramas inaladas matam um adulto de 80 quilogramas, 4mg espirradas no rosto matam um adulto no máximo de 15 minutos, 5 miligramas inaladas matam 7 pessoas. V1 é um agente V-série mais tóxico que VX, a reativação da Acetilcolinesterase por oximas convencionais é menor em intoxicações com V1, a resistência a hidrólise em V1 é maior em comparação com VX, testes de reativação de enzimas aBuChE inibidas por V1 mostraram reativação mínima.